# Монте Орзело (Модена)
Монте Орзело је насеље у Италији у округу Модена, региону Емилија-Ромања.
Према процени из 2011. у насељу је живело 126 становника. Насеље се налази на надморској висини од 397 м.